# 紅牆 (英國政治)

2017年英國大選結果。工黨支持地區有西米德蘭，蘭開夏，西約克郡與英格蘭東北

2017年英國大選結果，顯示於等额选区

紅牆（英語：Red Wall，又名工黨紅牆與工黨心臟地帶），是英國政治術語，用來描述在歷史上經常支持工黨的一些選區，比如中英格蘭、約克郡及北英格蘭。這個術語由民意調查專家詹姆士·卡納加蘇里亞姆（James Kanagasooriam）於2019年創造。
從之前的大選結果地圖上看，工黨獲得的席位就像一面紅色的墙（因爲紅色是工黨代表色）。當把結果放在同等大小選區的地圖上時，這種效果則更明顯：2017年，連續的紅色横跨了整個英格蘭北部。在2019年大选中，這些選區中的許多选区一反常态地支持保守黨。而新聞報道称這種現象為红墙变蓝、崩塌、 倒塌、或稱之為紅牆被拆除
這種將工黨選區比喻為紅牆的行爲被批评为以偏概全。 在2020年每日電訊報的一篇報道中，羅伊斯頓·史密斯在2015年英国大选中成为保守党议员时，提出後工業社會的南安普顿的席位是工党获得的首批红墙席位之一。